# Giovanni Battista Lombardelli
Giovanni Battista Lombardelli, né à  Montenovo entre 1532 et 1540 et mort à Pérouse en 1587 ou le 23 juillet 1592, est un peintre italien de la Renaissance.

## Biographie
Il est également connu sous le nom de Giovanni Battista della Marca et il Montano. Élève de Marco da Faenza, selon Giovanni Baglione, il a visité Rome pendant la papauté de Grégoire XIII, peignant dans le style influencé par Raffaellino da Reggio, qu'il a aidé dans quelques fresques au Vatican.

## Œuvres
- Scènes de la vie de saint Antoine (fresques), église Sant'Antonio Abate, Rome.
- Une série de tableaux de la Vie de saint François, église San Pietro in Montorio.
- Crucifixion, fresque, église Santa Maria ai Monti,
- Saint Michel, l'Archange, fresque, église de San Michele Arcangelo ai Corridori di Borgo.
- Plusieurs de ses œuvres se trouvent dans les églises de Montenuovo.

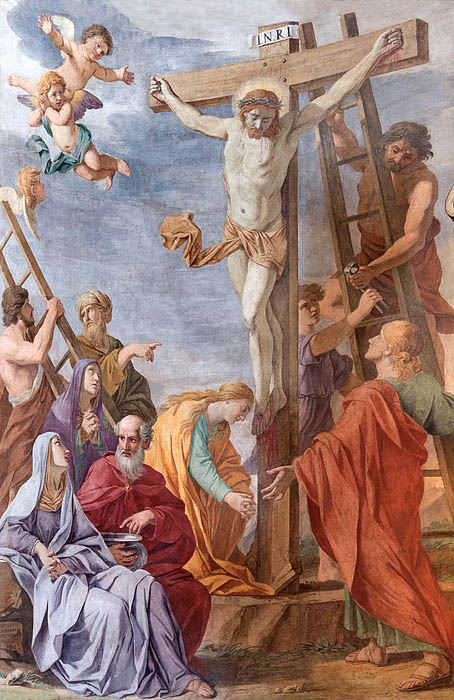
Crucifixion, église Santa Maria ai Monti.
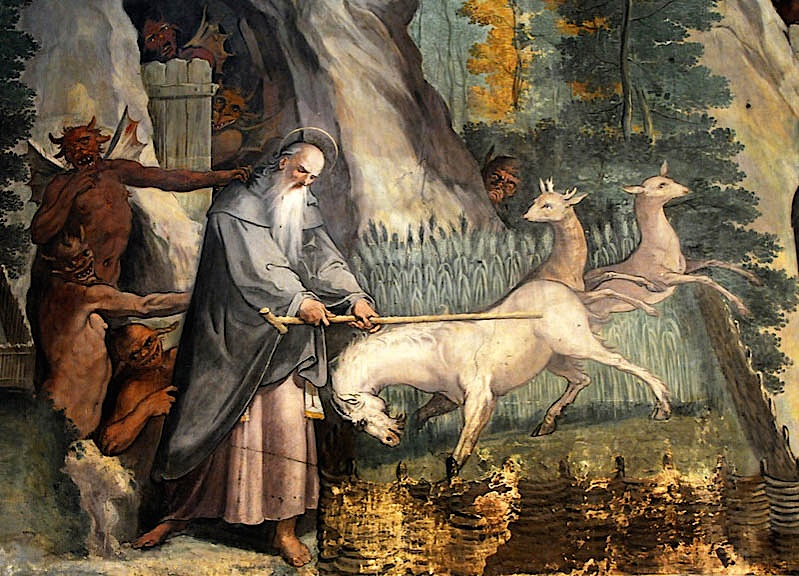
Scènes de la Vie de saint Antoine, église Sant'Antonio Abate, Rome.

### Liens
- Peintres nés dans les Marches